# ورد صغير الأسدية
ورد صغير الأسدية (الاسم العلمي:Rosa micrantha) هو نوع من النباتات يتبع جنس الورد من الفصيلة الوردية.